# Liste von Versuchsflugzeugen
Dies ist eine Liste von Versuchsflugzeugen, wovon die meisten bei ihrem Entwurf als experimentell eingestuft wurden. Diese Liste beinhaltet Maschinen, die nicht in Serienproduktion gingen oder die signifikante Modifikationen von Serienmaschinen darstellen.

## US-amerikanische Versuchsflugzeuge

### X-Flugzeuge

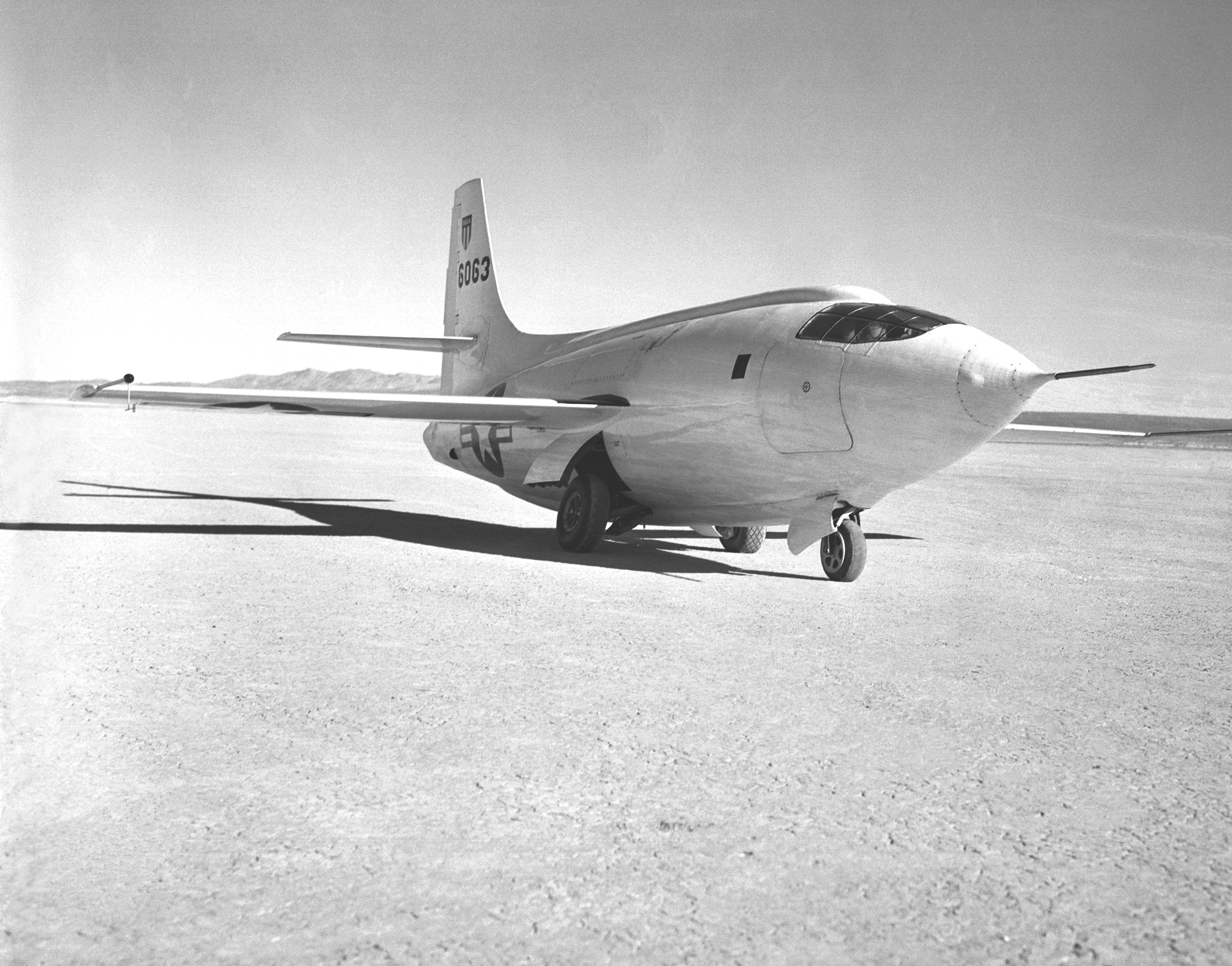
X-1
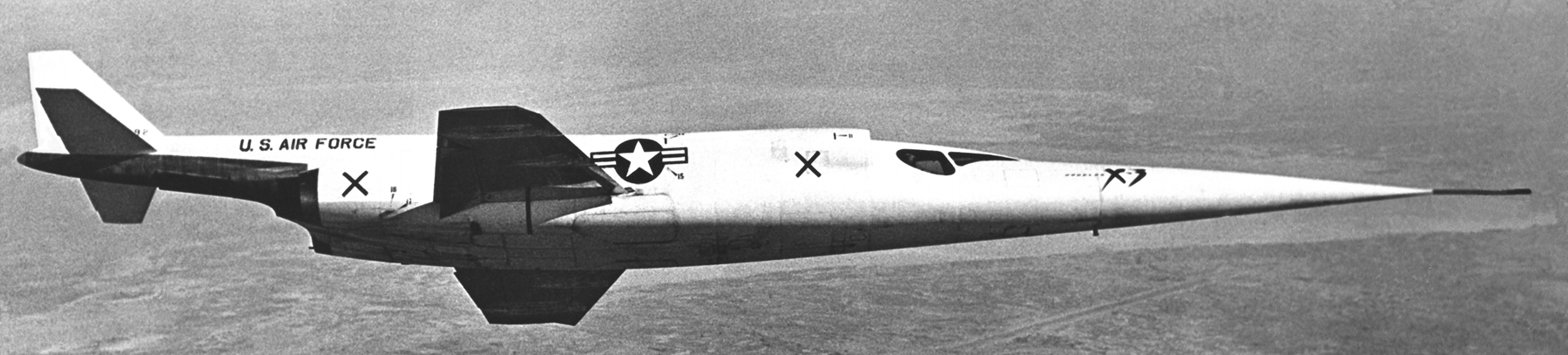
X-3
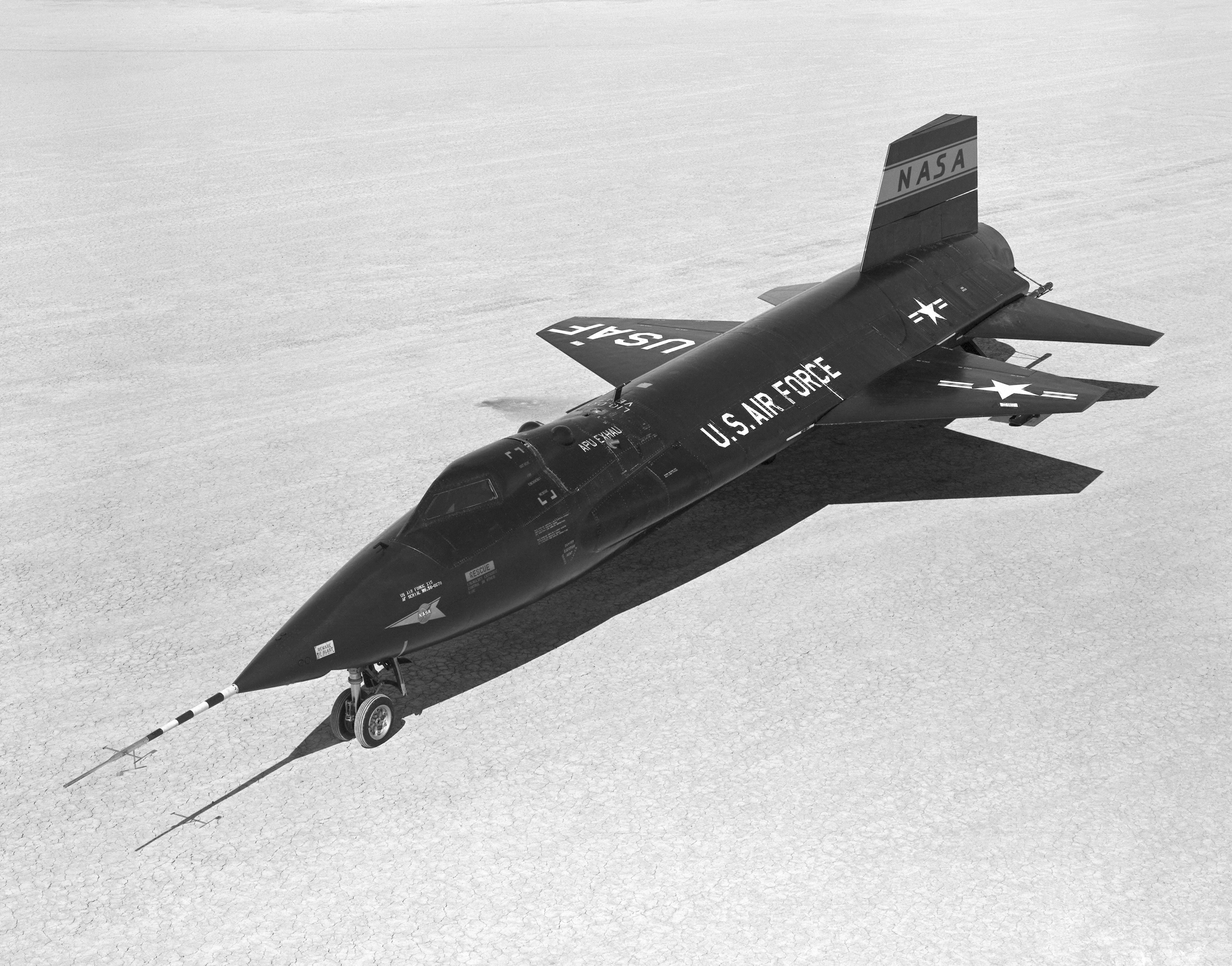
X-15
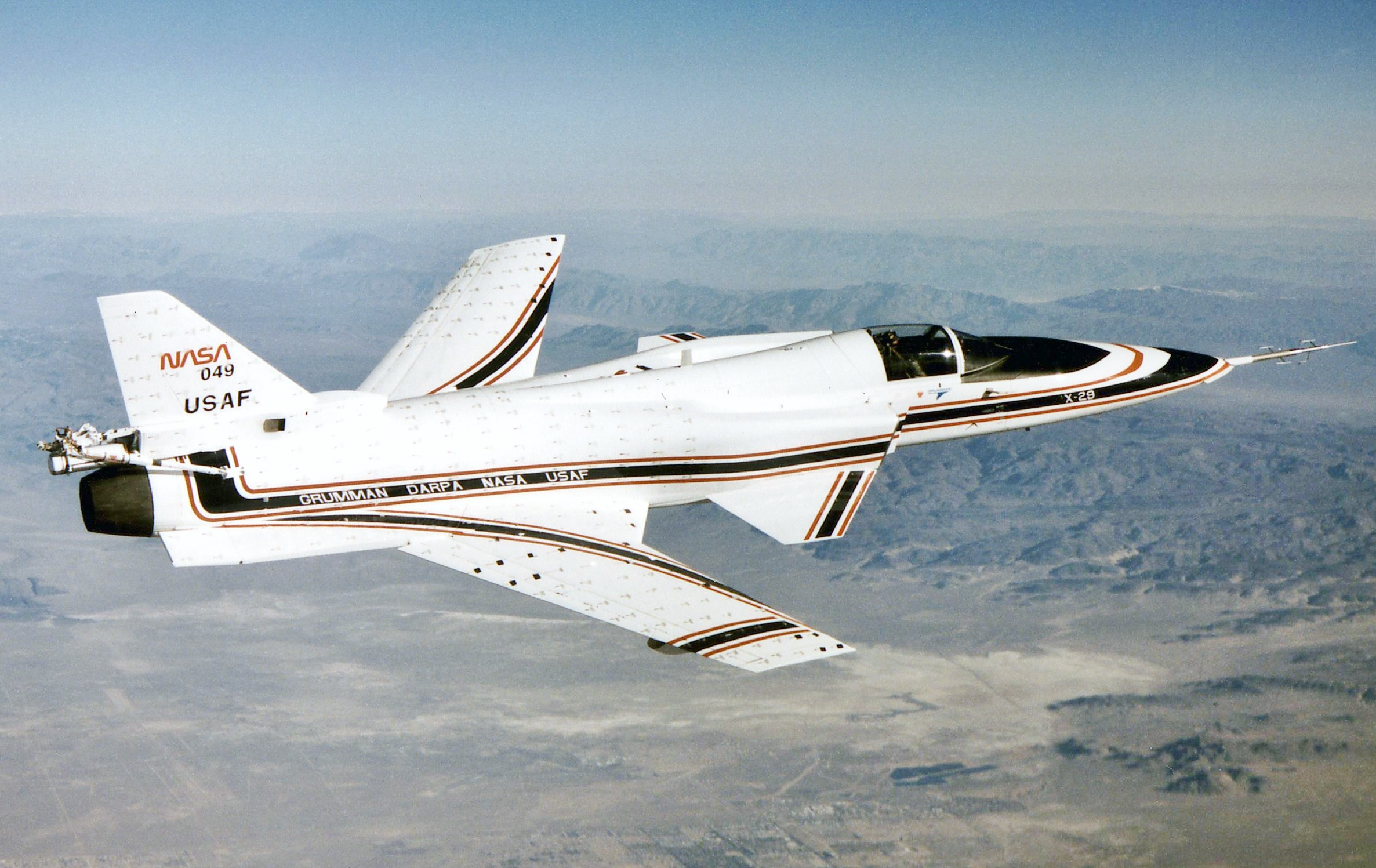
X-29
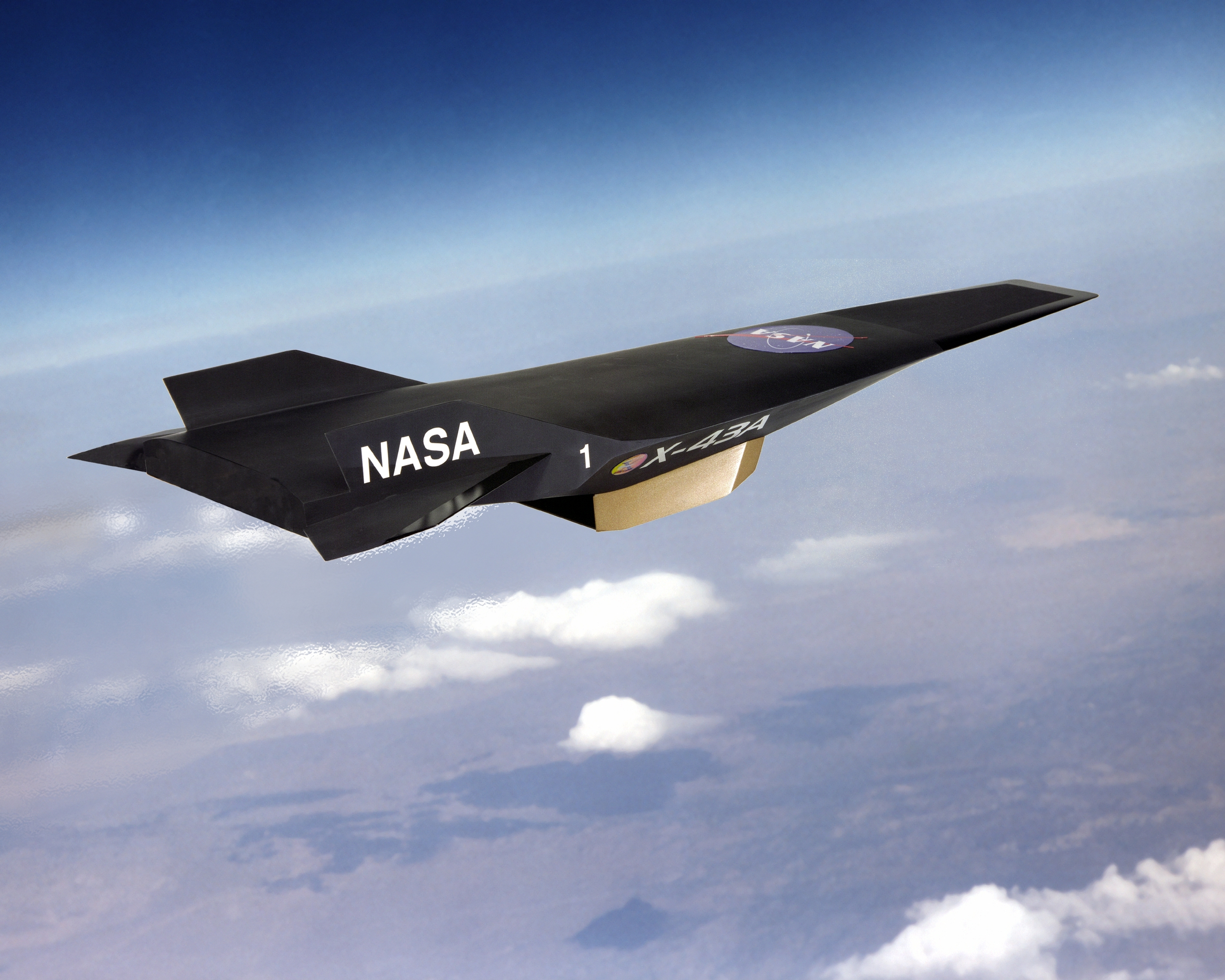
X-43

Die X-Serie besteht aus einer Reihe von Flugzeugen und Raketen, mit denen neue Technologien getestet wurden und werden. Die Maschinen waren zum Teil bemannt, zum Teil unbemannt. Einige dieser Entwicklungen unterlagen strenger Geheimhaltung.
Das erste X-Flugzeug, die Bell X-1, wurde speziell dafür konstruiert, die Schallmauer zu durchbrechen, was 1947 erstmals gelang. Ebenfalls bekannt geworden ist die North American X-15.
Die Boeing X-32 und die Lockheed Martin X-35 waren Testentwicklungen für den Joint Strike Fighter und unterscheiden sich darin von den anderen X-Flugzeugen, die nie zur Serienproduktion geplant waren.
Die X-Flugzeuge numerisch sortiert:
| Bell X-1            | Northrop X-21                             | X-41                                                            |
| Bell X-2            | Bell X-22                                 | X-42                                                            |
| Douglas X-3         | Martin-Marietta X-23                      | Boeing X-43                                                     |
| Northrop X-4        | Martin-Marietta X-24                      | Lockheed Martin X-44                                            |
| Bell X-5            | Bensen X-25                               | Boeing X-45                                                     |
| Convair X-6         | Schweizer X-26                            | Boeing X-46                                                     |
| Lockheed X-7        | Lockheed X-27                             | Northrop Grumman X-47                                           |
| Aerojet General X-8 | Pereira X-28                              | Boeing X-48                                                     |
| Bell X-9            | Grumman X-29                              | Sikorsky Piasecki X-49                                          |
| North American X-10 | Rockwell X-30                             | Boeing X-50                                                     |
| Convair X-11        | Rockwell-MBB X-31                         | Boeing X-51                                                     |
| Convair X-12        | Boeing X-32                               | freibleibend: X-52                                              |
| Ryan X-13           | Lockheed Martin X-33                      | Boeing X-53                                                     |
| Bell X-14           | Orbital Sciences X-34                     | Gulfstream X-54                                                 |
| North American X-15 | Lockheed Martin X-35                      | Lockheed Martin X-55                                            |
| Bell X-16           | McDonnell Douglas X-36                    | Lockheed Martin X-56                                            |
| Lockheed X-17       | Boeing X-37                               | NASA X-57                                                       |
| Hiller X-18         | Scaled Composites X-38                    | (Nummer nicht besetzt, anscheinend zugewiesen an Kratos XQ-58A) |
| Curtiss-Wright X-19 | (Reserviert für USAF/DARPA-Programm) X-39 | Lockheed Martin X-59                                            |
| Boeing X-20         | Boeing X-40                               |                                                                 |

### Versuchsflugzeuge, die als Bombenflugzeuge geplant waren
Nachstehend sind Versuchsflugzeuge aufgelistet, die eigentlich als Bomber geplant waren, aber nicht über das Prototypenstadium (X-Bezeichnung) hinaus für ihre zugedachte Aufgabe weiter entwickelt wurden. Diese Flugzeuge wurden für Machbarkeitsstudien, Triebwerksversuche oder für generelle Untersuchungen im Bereich der Luftfahrttechnik eingesetzt.
- North American XB-28 Dragon (geplante B-25-Version mit Druckkabine)
- Northrop XB-35 (Nurflügel-Erprobungsträger)
- Douglas XB-42 Mixmaster
- Douglas XB-43 Jetmaster
- Northrop YB-49 (Nurflügel-Erprobungsträger)
- Martin XB-51
- Convair YB-60
- North American XB-70

### Weitere Versuchsflugzeuge

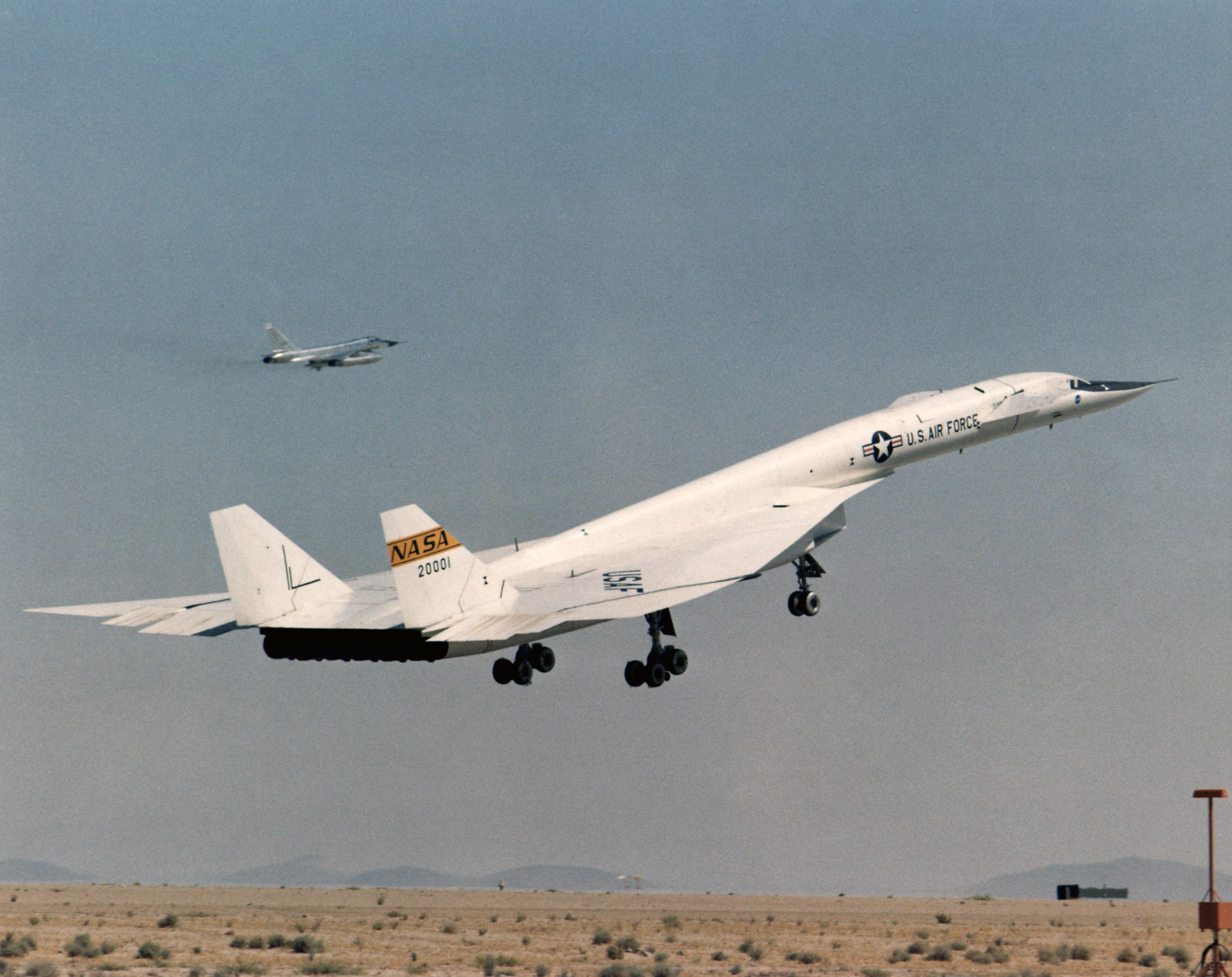
North American XB-70 Valkyrie

Die Jahresangaben stehen jeweils für den Erstflug, beziehungsweise die erstmalige Vorstellung, der einzelnen Modelle.
| Northrop M2-F2 (1966)             |                                              |
| Douglas D-558-I Skystreak (1945)  | Northrop M2-F3 (1970)                        |
| Convair XF-92 (1948)              | Bell XV-15 (1977)                            |
| Douglas D-558-II Skyrocket (1948) | Lockheed Have Blue (1977)                    |
| Bell XV-3 (1955)                  | Northrop Tacit Blue (1982)                   |
| Goodyear Inflatoplane (1956)      | Boeing McDonnell Douglas Bird of Prey (1992) |
| Fairchild VZ-5 (1959)             |                                              |
| NASA M2-F1 (1963)                 | Scaled Composites Boomerang (1996)           |
| North American XB-70 (1964)       | Scaled Composites Proteus (1998)             |
| Northrop HL-10 (1966)             |                                              |

## Deutsche Versuchsflugzeuge

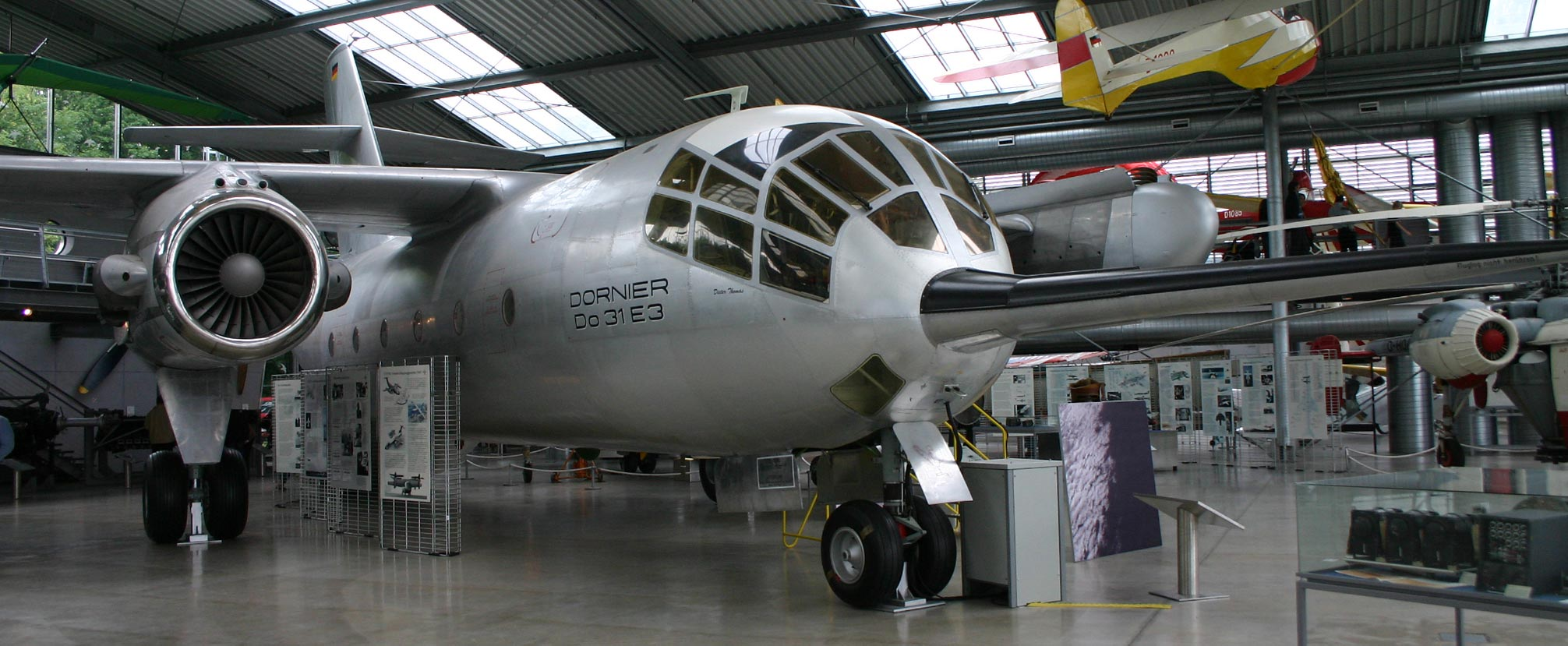
Dornier Do 31

Neben einigen Entwicklungen während des Dritten Reiches sind vor allem die Do 31 und die VJ-101C bemerkenswert. Die Do 31 war das erste und einzige senkrechtstartende Transportflugzeug, die VJ-101C war der erste senkrechtstartende Überschalljet.
| Heinkel He 178 (1939)       |
| DFS 228 (1944)              |
| Horten H IX (1945)          |
| DFS 346 (1948)              |
| FWD 152 (1958)              |
| EWR VJ 101 (1963)           |
| Dornier Do 31 (1967)        |
| VFW-Fokker VAK 191 B (1971) |
| Rockwell-MBB X-31 (1990)    |

## Französische Versuchsflugzeuge

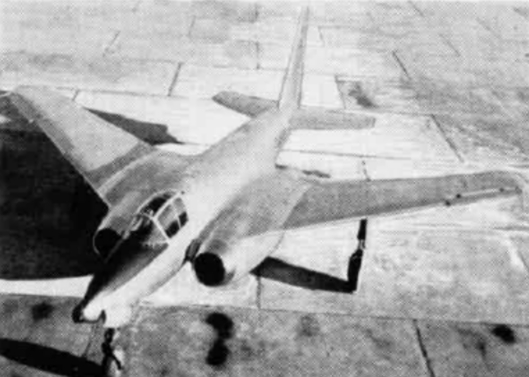
Nord 1601

| Aérospatiale Ludion (1967) |
| Nord 1601 (1950)           |
| Leduc 0.10 (1947)          |
| Leduc 0.21 (1953)          |
| Leduc 0.22 (1956)          |
| Nord 1500 (1955)           |

## Italienische Versuchsflugzeuge

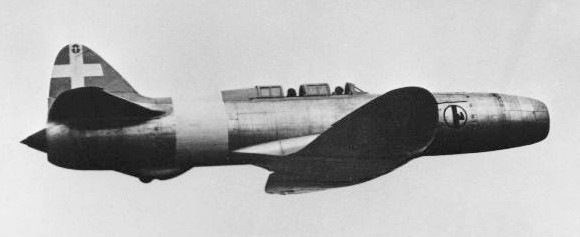
Caproni-Campini N.1/CC.2

| Macchi M.26 (1924)             |
| Piaggio P.7 (1928)             |
| Stipa-Caproni (1932)           |
| Bossi-Bonomi Pedaliante (1936) |
| Jona J.6 (1936)                |
| SAI-Ambrosini S.S.4 (1939)     |
| S.C.A. SS.3 Anitra (1939)      |
| Campini-Caproni C.C.2 (1940)   |
| Piaggio P.111 (1941)           |
| Piaggio P.150 (1952)           |
| Ambrosini Sagittario (1953)    |
| Lualdi-Tassotti ES 53 (1953)   |

## Sowjetische Versuchsflugzeuge

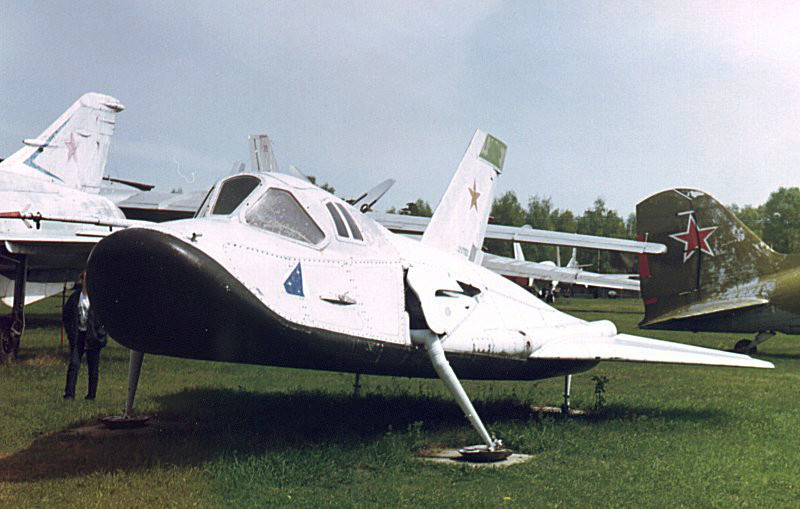
MiG-105 „Spiral“

| Antonow An-181 (1991)              |
| Mikojan-Gurewitsch I-230 (1943)    |
| Mikojan-Gurewitsch MiG-8 (1945)    |
| Florow 4302 (1946)                 |
| Mikojan-Gurewitsch I-270 (1946)    |
| Mikojan-Gurewitsch MiG-105 (1965)  |
| Beresnjak 346 (1949)               |
| Tupolew Tu-80/85 (1949)            |
| Tupolew Tu-98 (1956)               |
| Tupolew Tu-116 (1957) (für Tu-114) |
| Berijew R-1 (1952)                 |
| Mikojan-Gurewitsch Je-8 (1962)     |
| Jakowlew Jak-36 (1963)             |
| Mikojan-Gurewitsch Je-266 (1965)   |
| Mil W-7 (1962)                     |
| Mil Mi-PSW (2015)                  |
| Ekranoplan (1971)                  |
| Suchoi T-4 (1972)                  |

## Britische Versuchsflugzeuge

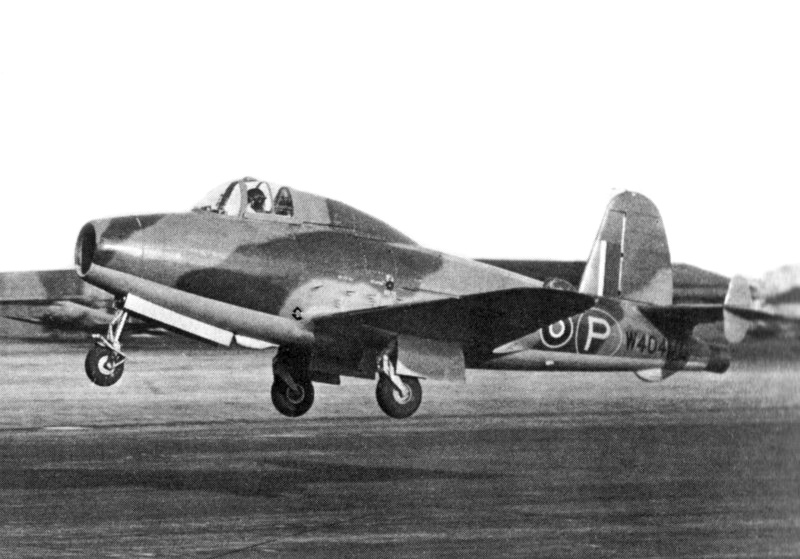
W4041 Prototyp der Gloster E.28/39

| Gloster E.28/39 (1941)    |
| Avro 707 (1947)           |
| Hawker P.1052 (1948)      |
| Hawker P.1072 (1950)      |
| Hawker P.1081 (1950)      |
| Hunting H.126 (1963)      |
| Short SB.5 (1963)         |
| Bristol Type 173 (1952)   |
| Bristol Type 188 (1962)   |
| Boulton Paul P.111 (1950) |
| Boulton Paul P.120 (1952) |
| Fairey Delta 2 (1956)     |

## Ungarische Versuchsflugzeuge
Die Lloyd LS-1 stellte 1915 gleich vier Höhenflugrekorde auf.
| Lloyd LS-x (1915) |

## Schweizerische Versuchsflugzeuge

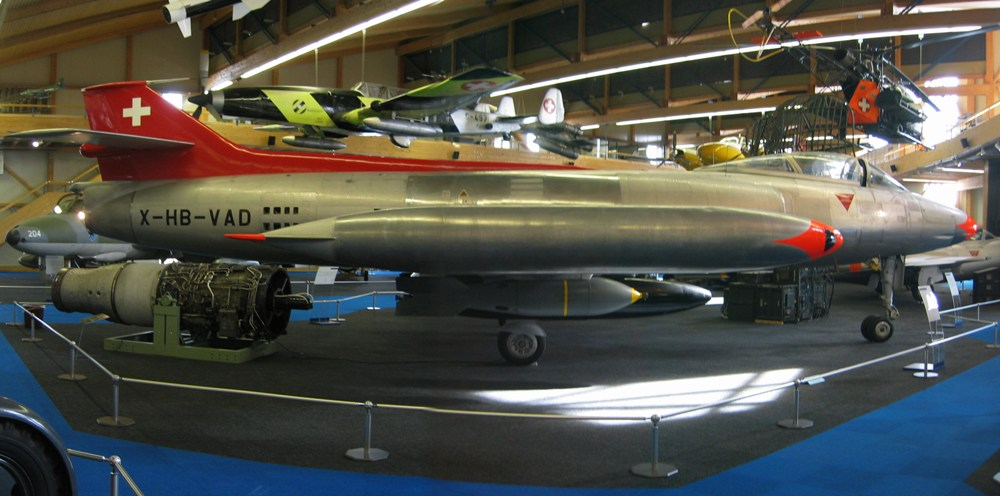
FFA P-16

| Altenrhein P-16                         |
| Eidgenössische Flugzeugwerke Emmen N-20 |
| Pilatus SB-2 (1944)                     |
| Pilatus P-4 (1948)                      |
| Pilatus PC-8D (1967)                    |

## Weitere aus diversen Staaten
- Honda MH02 (1992)